# MQTT
MQTT (англ. Message Queue Telemetry Transport) — спрощений мережевий протокол, що працює на TCP/IP. Використовується для обміну повідомленнями між пристроями за принципом видавець-підписник.

## Історія створення
Перша версія протоколу була розроблена доктором Енді Станфорд-Кларком (IBM) та Арлен Ніппер (Arcom) 1999 року і опублікована під роялті-фрі ліцензією. Специфікація MQTT 3.1.1 була стандартизована консорціумом OASIS 2014 року.
Подальшим розвитком MQTT стала розробка версії цього протоколу для сенсорних мереж MQTT-SN на основі UDP або Bluetooth.
В 2019 OASIS офіційно реалізував стандарт MQTT 5.0.

## Можливості

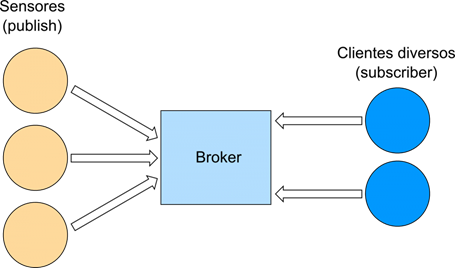
MQTT Broker

- Простий у використанні. Протокол є програмним блоком без зайвої функціональності, що може бути легко вбудований в будь-яку складну систему;
- Зручний для більшості рішень з датчиками. Дає можливість пристроям виходити на зв'язок і публікувати повідомлення, які не були заздалегідь відомі або визначені;
- Легкий у адмініструванні;
- Низьке навантаження на канал зв'язку;
- Робота в умовах постійної втрати зв'язку або інших проблем на лінії;
- Немає обмежень на формат переданого контенту.

## Методи MQTT
MQTT визначає методи (так звані «дієслова»), щоб вказати бажану дію, яка повинна виконуватися на ідентифікованому ресурсі. Чим є цей ресурс, будь то вже наявні дані або дані, що генеруються динамічно, залежить від реалізації сервера. Часто ресурс відповідає файлу або результату виконання якогось файлу, розміщеного на сервері.
Connect. З'єднати: Чекає встановлення з'єднання з сервером.
Disconnect. Роз'єднати: Чекає доки клієнт MQTT закінчить будь-яку роботу, що має зробити, і доки роз'єднається TCP/IP сесія.
Subscribe. Підписатися: Чекає на завершення методу Subscribe чи UnSubscribe.
UnSubscribe. Відписатися: просить сервер відписати клієнта від одної або кількох тем.
Publish. Публікувати: одразу повертається в потік виконання додатку (англ. application thread) після того, як передасть запит клієнту MQTT.

## Quality of Service
При відправленні повідомлення можна обирати три рівні якості доставки:
- 0 — повідомлення може бути доставлено щонайбільше раз (або не доставлено).
- 1 — повідомлення буде доставлено щонайменше раз (а може й більше).
- 2 — повідомлення буде доставлено рівно один раз

## Застосування
У комбінації з протоколом DDS (Data Distribution Service) MQTT може бути використаний для Інтернету речей (IoT).
Перспективним напрямом реалізації брокерського механізму MQTT є забезпечення централізованого мультимережного менеджменту у бортових мережах транспортних засобів, а також мережі солдат.